# Pollex hamus
Pollex hamus là một loài bướm đêm thuộc họ Erebidae. Nó được tìm thấy ở Leyte ở Philippines.
Sải cánh dài khoảng 11 mm. Cánh trước khá rộng và màu nâu hơi xám. Cánh dưới màu nâu đậm đồng nhất. 